# Campakamulya (Cimaung)
Campakamulya is een bestuurslaag in het regentschap Bandung van de provincie West-Java, Indonesië. Campakamulya telt 7793 inwoners (volkstelling 2010).